# Левинсон, Пол
Пол Левинсон (англ. Paul Levinson; род. 25 марта 1947, Бронкс, Нью-Йорк) — американский писатель-фантаст, а также профессор коммуникаций и медиаведения Фордемского университета.

## Биография
Родился 25 марта 1947 года в Нью-Йорке. В 1960 году поступил в Городской колледж Нью-Йорка, степень бакалавра журналистики получил в 1975 году в Нью-Йоркском университете, а в 1976 году окончил магистратуру в Новой школе Нью-Йорка, где изучал медиаведение. Докторскую диссертацию защитил в 1979 году в Нью-Йоркском университете.
Среди научно-фантастических произведений писателя можно выделить: трилогию про детектива Фила д’Амато («Шелковый код», «Подсознательная чума» и «Глаз-пиксель»), роман «Присвоенные волны» о путешествии к Альфа Центавре, трилогии о Сиерре Уотерс и путешествиях во времени («План спасения Сократа», «Александрия, которая не сгорела» и «Хроника»). Пол Левинсон также является автором более тридцати научно-фантастических рассказов.
Занимается научной и преподавательской деятельностью. Некоторое время работал главным редактором журнала «Journal of Social and Evolutionary Systems», в 1997 году опубликовал научную работу посвященную естествознанию и будущему информационной революции. Его книга «Цифровой Маклюэн: Справочник по информационному тысячелетию» ("Digital McLuhan: a Guide to the Informational Millenium, 1999) получила премию Льюиса Мамфорда.
Лауреат и номинант многих престижных литературных премий: «Хьюго», «Локус», «Прометей» и других.